# فیرلاون، شهرستان پلاسکی، ویرجینیا
فیرلاون (به انگلیسی: Fairlawn) یک منطقهٔ مسکونی در ایالات متحده آمریکا است که در شهرستان پلاسکی، ویرجینیا واقع شده‌است. فیرلاون ۹٫۱ کیلومتر مربع مساحت و ۲٬۳۶۷ نفر جمعیت دارد.